# Mama Said (låt)
Mama Said är en Metallica låt som är skriven av James Hetfield och Lars Ulrich.
Musiken framförs mest av en akustisk gitarr och har en känsla av countrymusik. Den handlar om känslorna när en närstående avlider, uppväxt, kalla och öppna känslor om att släppa taget om det du älskar. Låten finns på albumet Load och har framförts live två gånger. Första gången på tv-showen "Later with Jools Holland" och en vecka senare i det svenska underhållningsprogrammet "Sverige-Sovjet". Detta under turnén för Load-skivan. Vid båda tillfällena framförde James Hetfield låten solo.